# エミー・ネーター
アマーリエ・エミー・ネーター (Amalie  Emmy Noether, ドイツ語: [ˈnøːtɐ]; 1882年3月23日 - 1935年4月14日) は、ドイツ生まれの数学者。ユダヤ系ドイツ人。
抽象代数学において環、体、多元環の理論の発展に寄与し、物理学において対称性と保存則の関係を説明するネーターの定理を示した。
パヴェル・アレクサンドロフ、アルベルト・アインシュタイン、ジャン・デュドネ、ヘルマン・ヴァイル、ノーバート・ウィーナーによって、数学史において最も重要な女性と評されている。
数学者の父マックス・ネーターの下、ドイツの都市エルランゲンに生まれる。エルランゲン大学に進学し、数学を専攻。同大学で博士号を取得し、ゲッチンゲン大学数学科で教鞭を執る。ナチ党の政権掌握後にゲッチンゲン大学から解雇されると、アメリカペンシルベニア州のブリンマー大学で客員教授となって女性の院生やポスドクを教えた。
ヘルマン・ワイルによれば、ネーターの生涯における数学研究史は3つの「時代」に分けられるという。第一の時代 (1908–19)では、ネーターは代数的不変量と数体理論の発展に貢献した。変分法における微分不変量に関するネーターの定理は、「現代物理学の発展を先導したこれまでに証明された最も重要な数学な定理の1つ」と呼ばれてきた。第二の時代 (1920–26)では、ネーターは「(抽象)代数学の顔を変えた」。 『環のイデアル論』（"Idealtheorie in Ringbereichen", 1921) において、ネーターは可換環のイデアル理論を応用のし易い形態にし、また昇鎖条件の簡潔な形を示した。昇鎖条件を満たす対象は、彼女の名をとってネーター的と呼ばれる。第三の時代 (1927–35)では、ネーターは非可換代数と超複素数についての研究で、群の表現論を加群とイデアルの理論に統合した。ネーターは、自身のアイデアを共有することに寛容であったため、代数的位相幾何学のような、ネーター自身の研究とは異なる分野においてもそのアイデアが採用されており、他の数学者による研究にもその功績が見られる。

## 略歴
ネーターは、数学者のマックス・ネーターを父としてドイツの都市エルランゲンに生まれた。はじめゲッチンゲン大学に入学するも、健康を害しエルランゲンに帰郷。後にバイエルン州で女性の大学入学が許可されたため、エルランゲン大学に入学する。もともと英語とフランス語の教師を志していたが、エルランゲン大学に入学後は進路を変え数学の道に進んだ。
1907年にパウル・ゴルダンの指導の下、博士号を取得。1909年にはドイツ数学会へ入会した。当時女性が学位職に就くことは困難であったため、7年間無給でエルランゲンの数学研究所に勤める。1915年にはダフィット・ヒルベルトとフェリックス・クラインによってゲッチンゲン大学数学科に招かれるが、哲学部が雇用に反対したため、ネーターは4年の間ヒルベルトの名で講義することを強いられた。雇用に難色を示す教授陣にヒルベルトは業を煮やし、「これは大学の問題であって銭湯の問題ではない」と激怒したという。1919年に大学教授資格が承認されると、ネーターはようやく私講師の地位を得ることができた。同大学でネーターはネーターの定理を完成させ、環論など代数の研究を行う。1928年にはモスクワ大学客員教授、1930年にはフランクフルト大学客員教授に就任する。
ネーターは、1933年にその職を解かれるまでゲッチンゲン大学数学科を代表する講師であり、その人気はネーターの生徒が "Noether boys" と呼ばれることもあったほどだった。特にオランダ人数学者B・L・ファン・デル・ヴェルデンはネーターに影響を受け、1931年に刊行した著書 Moderne Algebra（現代代数学）の第2巻をネーターの理論を基にして編むなど、精力的にネーターの業績を広めた。その後も徐々にネーターのアイデアは名声を博し、1932年にチューリッヒで開催された国際数学者会議でネーターが全体講演を行うときまでには、その代数学への洞察力は世界中で認められていた。翌年1933年にナチ党がユダヤ人の学術的地位を剥奪する政策を打ち出すと、ゲッチンゲン大学から解雇されたためアメリカに移りペンシルベニア州のブリンマー大学で職を得た。ブリンマー大学ではマリー・ワイスやルース・シュタウファー、グレイス・クイン、オルガ・タウスキー・トッドなどの女性の院生やポスドクを教えた。また同時に、プリンストン高等研究所で講義と研究を行った。
1935年4月14日、卵巣嚢腫により満53歳で死去。遺灰はブリンマー大学の図書館を囲む通路の下に埋葬された。

## 生涯

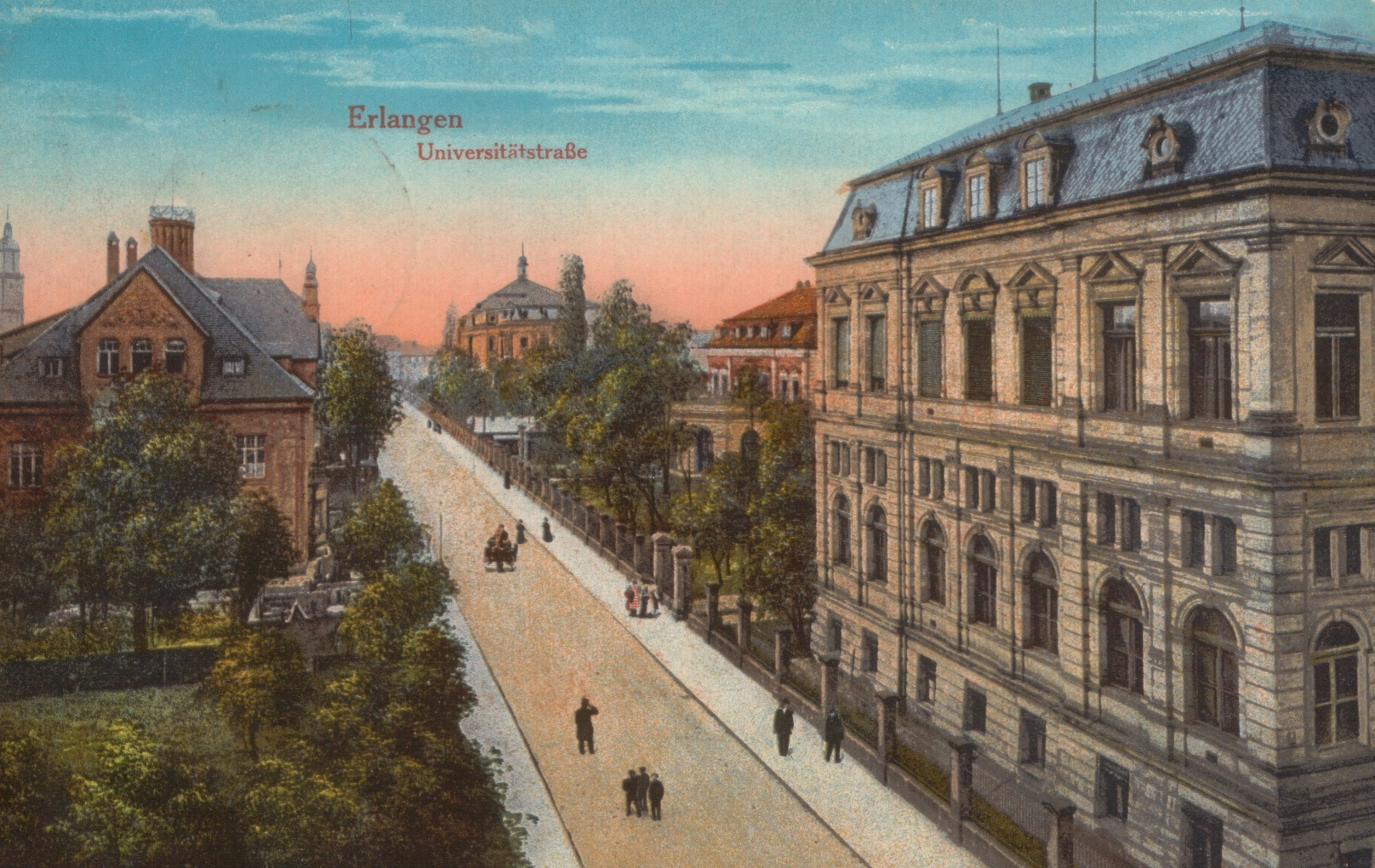
1916年のバイエルン州エルランゲンの様子を描いたポストカード。バイエルンはネーターの出生地。

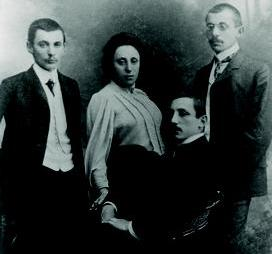
エミー・ネーターとその弟アルフレッド、フリッツ、ロベルト。1918年以前。

エミー・ネーターは1882年3月23日、ともにユダヤ系商人の家系である父マックス・ネーターと母イダ・アマーリア・カオフマンの下に、その長女として生まれた。彼女に名付けられたファーストネームは「アマーリエ」であったが、若い頃にミドルネームを「エミー」として以降は、終生「エミー・ネーター」の名を使い続けた。
父マックス・ネーターの職業は、その娘と同様数学者であった。マックスの数学における業績は主に代数幾何学に対するもので、アルフレッド・クレブシュの後を継いだものである。著名な功績にはブリル・ネーターの定理とAF+BG 定理、留数に関するものなどがある（マックス・ネーターの定理を参照）。マックスは14歳のときポリオに罹患し、麻痺を経験する。その後動けるようにはなったが片脚に後遺症が残り、生涯それに苦しめられることとなった。1868年にほぼ独学でハイデルベルク大学の博士号を獲得し、そこで7年間教えた後、バイエルン州エルランゲンで職を得、そこで裕福な商人の娘であるイダ・アマーリア・カオフマンと出会い結婚した。
幼少の頃、ネーターは近視で舌足らずな子供であって、秀才で親切という点では知られていたものの、学問で傑出していたわけではなかった。しかしネーター家の友人の後年述べるところによれば、子供会で素早く難問を解くなど幼年期から既に論理的な洞察力を持っていたという。幼女ネーターは、当時の多くの女子と同じように料理と掃除の技術を教えられ、またダンスやピアノの習い事に通った。しかしダンスの習い事を除いて、いずれにもさほど興味を持つことはなかった。
ネーターには3人の弟がおり、次男をアルフレッド・ネーター、三男をフリッツ・ネーター 、四男をグスタフ・ロベルト・ネーターという。アルフレッドは1883年に生まれ、1909年にエルランゲン大学で化学の博士号を得たが、その9年後に亡くなった。フリッツは1884年に生まれ、ミュンヘンで学んだのち応用数学で名声を得たが、1941年にソ連によって処刑された。末子グスタフ・ロベルトはその経歴が殆ど知られていない。1889年に生まれたが、慢性の病気を患い1928年に亡くなった。

### エルランゲン大学

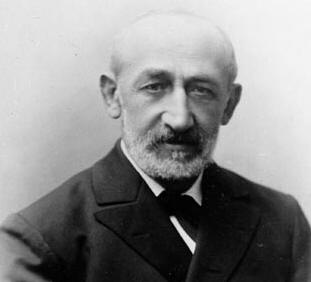
パウル・ゴルダンは四次形式の不変量に関するネーターの博士論文を指導した。

ネーターはフランス語と英語にすぐに習熟した。1900年の春にこれらの言語の教師のための試験を受け、すべてのスコアが sehr gut（非常に良い）だった。彼女の成績は彼女に女子学校で言語を教える資格を与えたが、彼女は代わりにエルランゲン大学で勉強を続けることを選んだ。
これは型破りな決断であった。その2年前、エルランゲン大学の大学評議会は、男女共学を許せば「学校の秩序が転覆する」と宣言したばかりだった。大学全体の986人の学生のうち、2人しかいない女子学生の1人であったネーターは、講義に完全には参加できず、聴講が許されただけで、彼女が出席したい講義の個々の教授の許可が必要だった。こうした困難にもかかわらず、1903年7月14日、彼女はニュルンベルクの Realgymnasium の卒業試験に受かった。
1903年から04年の冬学期の間、彼女はゲッチンゲン大学で勉強し、天文学者カール・シュヴァルツシルト (Karl Schwarzschild) や数学者ヘルマン・ミンコフスキー (Hermann Minkowski)、オットー・ブルメンタル (Otto Blumenthal)、フェリックス・クライン (Felix Klein)、ダヴィット・ヒルベルト (David Hilbert) による講義に出席した。その後すぐその大学での女性の参加の制限が廃止された。
ネーターはエルランゲンに戻った。彼女は正式に1904年10月24日に大学に再び入学し、数学を専門的に学ぶ意向を宣言した。パウル・ゴルダン (Paul Gordan) の指導の下、彼女は論文 Über die Bildung des Formensystems der ternären biquadratischen Form（三項四次形式の不変式の完全系に関して、1907）を書いた。評判は高かったが、ネーターは後にその論文を "crap" と評している。
次の7年間 (1908–15) 彼女は University of Erlangen's Mathematical Institute で無給で、ときには父の体調が悪く講義できないときに代わりとして、教えた。1910年と1911年に彼女は 3 変数から n 変数への彼女の学位論文の仕事の拡張を出版した。

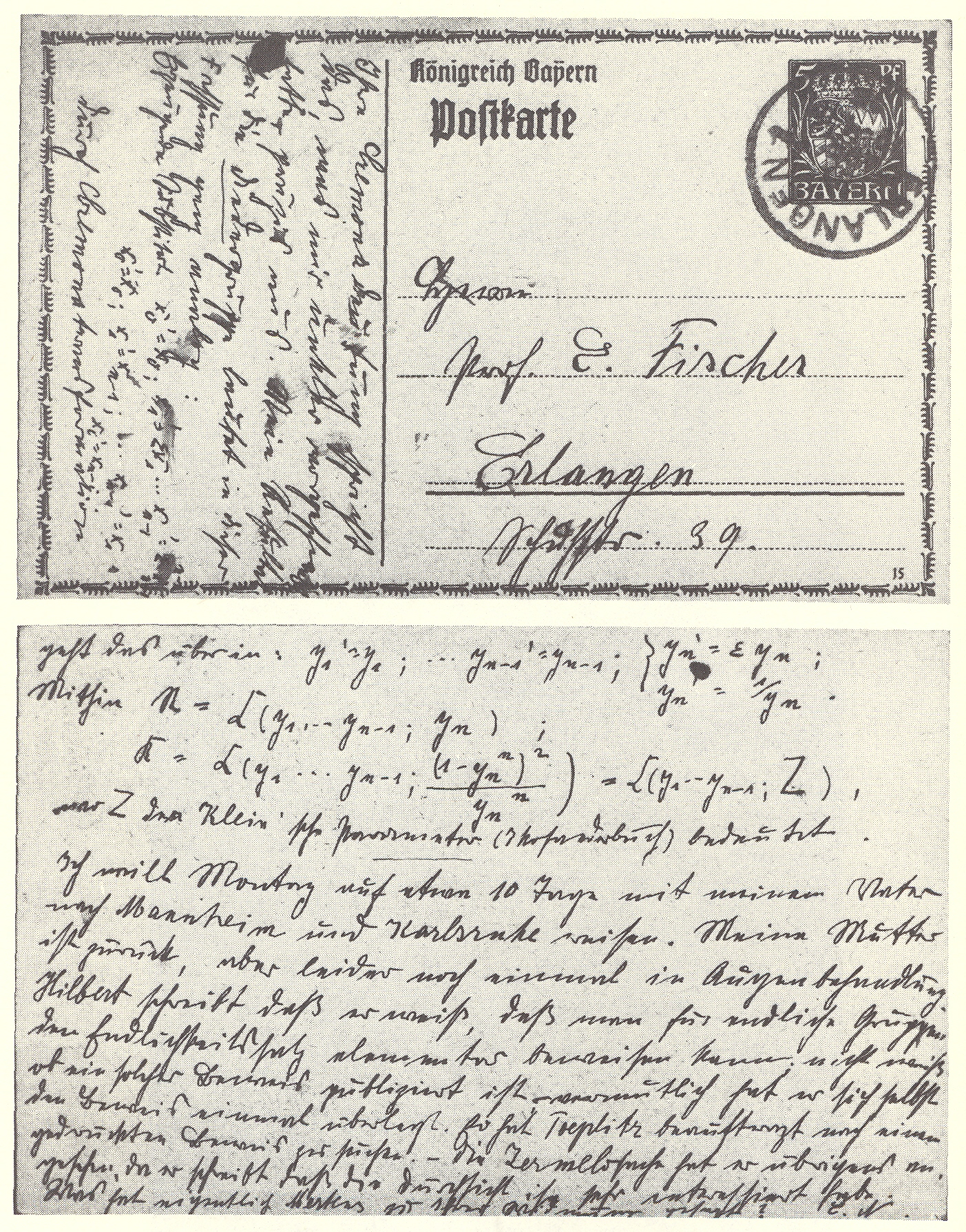
ネーターは同僚のエルンスト・フィッシャーと抽象代数学について議論するためにポストカードを使うことがあった。このカードには1915年4月10日の消印がある。

ゴルダンは1910年の春に退職したがときどき彼の後任のエルハルト・シュミット (Erhard Schmidt) と教えることを続けた。シュミットはその後まもなくヴロツワフでの職のために去った。ゴルダンはシュミットの後任エルンスト・フィッシャー (Ernst Fischer) が着任した1911年に教えることから完全に離れた。そして1912年12月に亡くなった。
ヘルマン・ヴァイル (Hermann Weyl) によると、フィッシャーはネーターに重大な影響を、特にダフィット・ヒルベルト (David Hilbert) の仕事を紹介したことで、与えた。1913年から16年にかけてネーターはヒルベルトの手法を有理関数体や有限群の不変式のような数学的対象に拡張し適用するいくつかの論文を出版した。この時期は、抽象代数学、彼女が鍬入れ的貢献をすることになる数学の分野、に彼女が従事する始まりである。
ネーターとフィッシャーは数学の生き生きとした楽しみを共有し、仕事が終わったずっと後にしばしば講義について議論した。ネーターはフィッシャーにポストカードを送り彼女の数学的思考の訓練を続けたことで知られている。

### ゲッチンゲン大学
1915年の春、ネーターはダヴィット・ヒルベルト (David Hilbert) とフェリックス・クライン (Felix Klein) によってゲッチンゲン大学に戻るよう招待された。しかしながら、彼女を入れる彼らの努力は哲学部の文献学者と歴史家によって妨げられた。女性は、彼らが主張したことには、私講師 (Privatdozent) になるべきではなかった。教授の一人は主張した。"What will our soldiers think when they return to the university and find that they are required to learn at the feet of a woman?"（軍人が大学に戻ってきて女性のもとで学ばなければならないと知ったときどう思うだろうか？）ヒルベルトは憤慨して答えた。"I do not see that the sex of the candidate is an argument against her admission as privatdozent. After all, we are a university, not a bath house."（候補者の性別が彼女が私講師になることに反対する理由であることが分からない。とにかくここは大学であって公衆浴場ではない。）

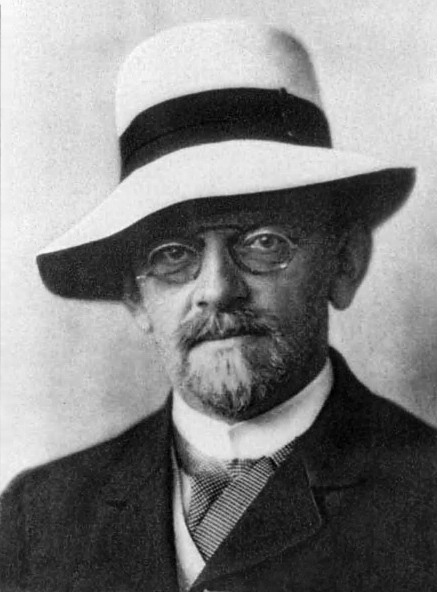
1915年ダヴィット・ヒルベルトはネーターをゲッチンゲン数学科に招き、女性は大学で教えるのを許されるべきでないという彼の同僚の何人かの考えに挑戦した。

ネーターは4月下旬にゲッチンゲンに向けて発った。2週間後彼女の母親がエルランゲンで突然死んだ。彼女は眼の状態のために医療を以前受けていたが、彼女の死へのその自然と影響は不明である。同じ頃ネーターの父は退職し彼女の兄弟の1人はGerman Armyに入り第一次世界大戦に仕えた。彼女は数週間、ほとんどは彼女の年老いた父親を世話するために、エルランゲンに戻った。
彼女がゲッチンゲンで教えた最初の一年間は公的な身分ではなく給料は支払われなかった。彼女の家族が彼女の room and board を支払い、彼女の大学の仕事を支えた。彼女の講義はしばしばヒルベルトの名前で通知され、ネーターは「手伝い」だった。
しかしながら、彼女はゲッチンゲンに着いてすぐあと、今ではネーターの定理と呼ばれる定理を証明して能力を示した。この定理は保存則が物理系の任意の微分可能な対称性に伴うことを示す。アメリカの物理学者レオン・M・レーダーマン (Leon M. Lederman) とクリストファー・T・ヒル (Christopher T. Hill) は彼らの本 Symmetry and the Beautiful Universe でネーターの定理は "certainly one of the most important mathematical theorems ever proved in guiding the development of modern physics, possibly on a par with the Pythagorean theorem"（現代物理学の発展を先導するこれまでに証明された中で確かに最も重要な数学の定理の1つであり、もしかしたらピタゴラスの定理に比肩する）と論じている。

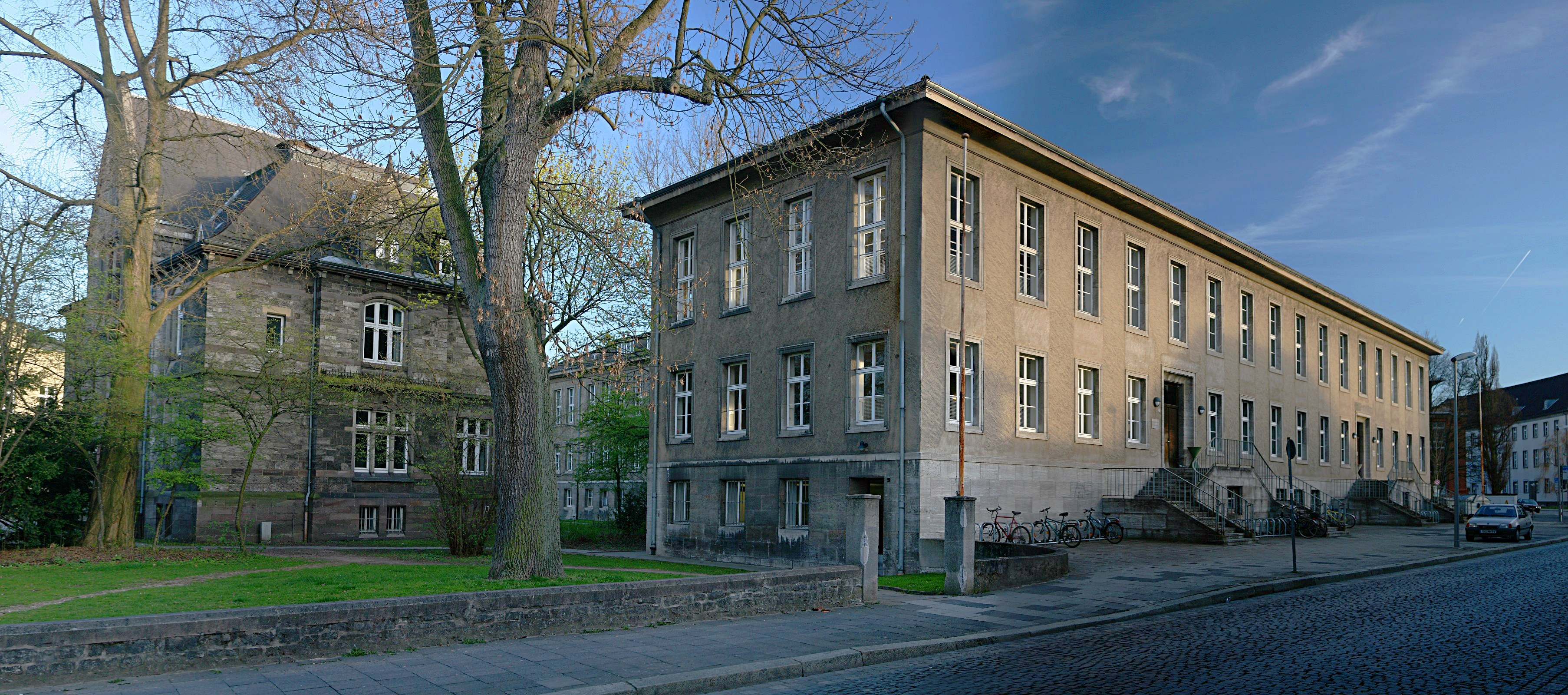
ゲッチンゲン大学の数学科はネーターが学科で教え始めてから四年後の1919年に habilitation を許可した。

第一次大戦が終わった時、1918年から19年のドイツ革命が社会的態度に重要な変化をもたらし、女性により権利が与えられた。1919年ゲッチンゲン大学はネーターが habilitation（在職の適任性）を続行することを許可した。彼女の口頭試験は5月下旬に開かれ、彼女は6月に講師資格講演を無事遂行した。
3年後彼女はPrussian Minister for Science, Art, and Public Education から手紙を受け取った。彼はその手紙で彼女に nicht beamteter ausserordentlicher Professor (an untenured professor with limited internal administrative rights and functions) の肩書きを授与した。これは無給の「異常な」教授の職であり、公務員であるより高い「通常の」教授職ではなかった。それは彼女の仕事の重要性を認めてはいたが、相変わらず給与は無かった。ネーターは一年後 Lehrbeauftragte für Algebra の特別職に任命されるまで講義の給与を支払われなかった。

### 抽象代数学における影響力の大きい仕事
ネーターの定理は物理学に深遠な影響を与えたが、数学者として彼女は抽象代数学への影響力の大きい貢献で最もよく知られている。Nathan Jacobson はネーターの Collected Papers への Introduction において、"The development of abstract algebra, which is one of the most distinctive innovations of twentieth century mathematics, is largely due to her – in published papers, in lectures, and in personal influence on her contemporaries." と書いた。
ネーターの代数学への着工は1920年に始まった。それから W. Schmeidler と共同でイデアルの理論についての論文を出版し、環の左および右イデアルを定義した。翌年彼女は Idealtheorie in Ringbereichen と呼ばれる landmark paper を出版し、イデアルの昇鎖条件を解析した。著名な代数学者アーヴィング・キャプランスキー (Irving Kaplansky) はこの仕事を "revolutionary" と呼んだ。その出版は用語「ネーター環」やいくつかの他のネーターの名のつく数学的対象を生んだ。
1924年若いオランダの数学者B. L. van der Waerdenはゲッチンゲン大学に到着した。彼はすぐに抽象的概念化の計り知れない手法を提供するネーターと一緒に働き始めた。ファン・デル・ヴェルデンは後に彼女の独創性は "absolute beyond comparison"（比較を超えて絶対的）だと言った。1931年彼は Moderne Algebra というその分野で中心的な教科書を出版した。その第二巻はネーターの仕事から多くを借りている。ネーターは認められることを求めていたわけではなかったが、第7版で note として "based in part on lectures by E. Artin and E. Noether" を含めた。彼女はときどき同僚や生徒に彼女のアイデアの名誉を受け取ることを許可し、彼女自身を犠牲にして彼らが経歴を発達させることを助けた。
ファン・デル・ヴェルデンの訪問は数学と物理学の研究の主要なハブとなったゲッチンゲンへと世界中から数学者が集まることの一部だった。1926年から1930年までロシア人位相幾何学者パヴェル・アレクサンドロフ (Pavel Alexandrov) はゲッチンゲン大学で講義し、彼とネーターはすぐに良い友達になった。彼は彼女を、彼の尊敬を示すための愛称の言葉としてドイツ語の男性冠詞を用いて、der Noether と呼び始めた。彼女は彼がゲッチンゲンで正規の教授としての職を得るよう話を取りつけようとしたが、ロックフェラー財団から奨学金を確保するのを助けることができただけだった。彼らは定期的に会い、代数学と位相幾何学の交差についての議論を楽しんだ。アレクサンドロフは1935年の追悼演説においてエミー・ネーターを "the greatest woman mathematician of all time" と名付けた。

### 講義と学生

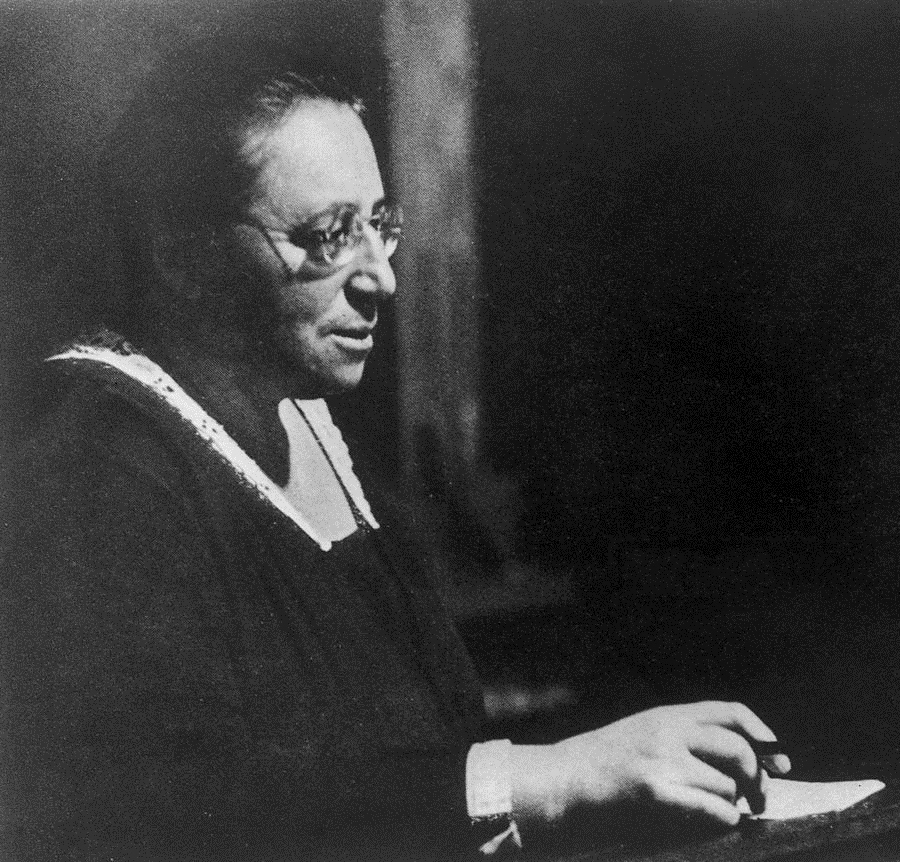
Noether c. 1930

ゲッチンゲンにおいて、ネーターは10人以上の博士課程の学生を指導した。最初の学生はグレーテ・ヘルマン (Grete Hermann) であり、1925年2月の彼女の学位論文を守った。彼女は後にうやうやしく彼女の "dissertation-mother" について話した。ネーターはまたマックス・ドイリング (Max Deuring) も指導した。彼は学部生として頭抜けていて、数論幾何の分野に著しい貢献をするようになった。ハンス・フィッティング (Hans Fitting) はフィッティングの定理やフィッティングの補題に名を残す。曾炯之 (Zeng Jiongzhi, Chiungtze C. Tsen) はツェンの定理を証明した。彼女はヴォルフガング・クルル (Wolfgang Krull) とも親しく仕事をした。彼は可換環に対する彼の Hauptidealsatz と彼の次元論によって可換環論を大きく前進した。
ネーターは数学的洞察力に加え他者への配慮でも尊敬された。彼女は意見の合わない人に無礼に振る舞うことがときどきあったが、それにもかかわらず不変の助けと新しい学生の辛抱強い手引きの評判を得た。数学の正確さに対する彼女の忠誠心によってある同僚は彼女を "a severe critic"（厳格な評論家）と名付けたが、彼女はこの要求を教育の態度と結びつけた。ある同僚は後に彼女を次のように記述した："Completely unegotistical and free of vanity, she never claimed anything for herself, but promoted the works of her students above all."（彼女はうぬぼれや虚栄心が全くなく、彼女自身について何かを主張したことは一度もなかったが、とりわけ彼女の生徒の仕事を促進した。）
最初の彼女の質素な生活スタイルは仕事の給与を拒否されていたのが原因であるが、大学が1923年に少しの給料を支払うようになった後でさえ、質素で地味な生活を続けた。彼女の人生で後により気前よく支払われたが、甥のゴットフリート・E・ネーター (Gottfried E. Noether) に遺贈するために給料の半分を貯金した。
外見や立ち居振る舞いにはほとんど無関心で伝記作家は彼女は彼女の研究に焦点を当てたと提唱する。名高い代数学者 Olga Taussky-Todd は次のような昼食を記述した。その昼食でネーターは、数学の議論に完全に没頭して、食べる時に "gesticulated wildly"（しきりにジェスチャーを交え）、"spilled her food constantly and wiped it off from her dress, completely unperturbed"（絶えず食べものをこぼし、彼女の服で拭き、全く動じなかった） 。外見を意識する学生は、彼女がブラウスからハンカチを回収し講義の間髪がどんどん乱れるのを無視することに畏縮した。2人の女性学生はある時彼女に2時間の授業の休憩中に彼女らの懸念を伝えるために近づいたが、彼女らは彼女が他の学生たちとしていた精力的な数学の議論を打ち破ることはできなかった。
ファン・デル・ヴェルデンによるエミー・ネーターの obituary によれば、彼女は彼女の講義の授業計画に従わず、そのことでイライラした生徒もいた。代わりに彼女は彼女の講義を数学の重要な最先端の問題をじっくり考え明確にするために彼女の生徒との自発的な議論の時間として使った。彼女の最も重要な結果のいくつかはこれらの講義において進展され、彼女の学生の講義ノートはいくつかの重要な教科書、例えばヴァン・デル・ヴェルデンやドイリングのもの、の基本をなした。
彼女の同僚の何人かは彼女の講義に出席し、彼女は彼女のアイデアのいくつか、例えば結合的多元環のcrossed product (ドイツ語で verschränktes Produkt)、を他の人によって出版されることを許した。ネーターはゲッチンゲンで少なくとも5つのセメスターを通じての講義を与えられたと記録されている：
- Winter 1924/25: Gruppentheorie und hyperkomplexe Zahlen (群論と超複素数)
- Winter 1927/28: Hyperkomplexe Grössen und Darstellungstheorie (hyperkomplexen Grössen と表現論)
- Summer 1928: Nichtkommutative Algebra (非可換環論)
- Summer 1929: Nichtkommutative Arithmetik (非可換算術)
- Winter 1929/30: Algebra der hyperkomplexen Grössen (hyperkomplexen Grössen の環論)

これらの講義はしばしばこれらの分野の主要な出版物に先行した。
ネーターは早口で話し――彼女の考える速さを反映していると多くの人が言った――多大な集中力を彼女の生徒に要求した。彼女のスタイルを嫌った学生はしばしば遠ざけられていると感じた。生徒の中には彼女は自発的な議論にあまりに頼りすぎていると感じる人もいた。彼女の最も身を捧げた生徒は、しかしながら、彼女の数学への熱意を、特に彼女の講義はしばしば彼らが共にした早期の仕事を建て増したから、享受した。
彼女は似た思考を持つ同僚や学生の輪を強固にし、そうでない人たちを除外する傾向にあった。時折ネーターの講義を訪れた「部外者」は通常教室で30分だけ過ごすと苛立ったり混乱したりして去った。ある正規生は1つのそのような例を言った："The enemy has been defeated; he has cleared out."（敵は敗れた、彼は出て行った。）
ネーターは大学の無い日まで伸びる彼女の主題と彼女の学生への献身を示した。一度、建物が州の祝日で閉まっていた時、彼女は外側の階段にクラスの生徒たちを集め、彼らを森に導き、地元の喫茶店で講義した。後に、彼女が第三帝国によって解雇された後、彼女は学生を彼女の家に将来の計画と数学の概念を議論するために招いた。

### モスクワ

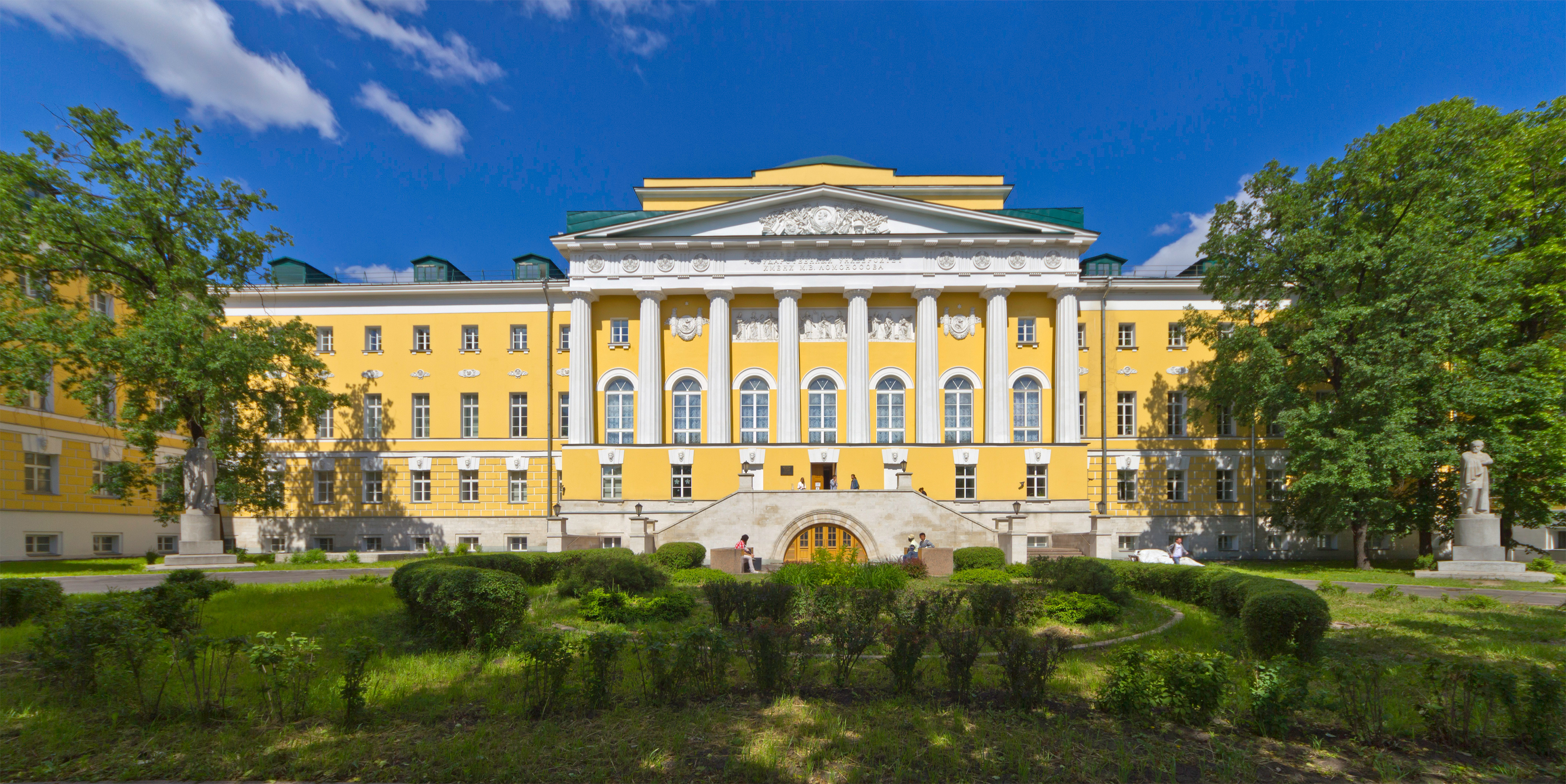
ネーターは1928年から29年の冬の間モスクワ国立総合大学で教えていた。

1928年から29年の冬、ネーターはモスクワ大学への招待を受諾した。そこで彼女はP・S・アレクサンドロフ (P. S. Alexandrov) との共同研究を続けた。彼女の研究を続けることに加えて、彼女は抽象代数学と代数幾何学のクラスを教えた。彼女は位相幾何学者のレフ・ポントリャーギン (Lev Pontryagin) とニコライ・チェボタリョフ (Nikolai Chebotaryov) とともに仕事をした。彼らは後にガロワ理論の発展への彼女の貢献を称賛した。
政治はネーターの人生に中心的ではなかったが、彼女は政治的な事柄に鋭い興味を持ち、アレクサンドロフによれば、ロシア革命 (1917) にかなりの支援を示した。彼女は科学や数学の分野でのソビエトの発展を見るのが特に嬉しかった。彼女はそれをボリシェヴィキ計画によって可能になった新しい機会の指標と考えていた。この態度はドイツで彼女の問題を引き起こし、学生のリーダーたちが「マルクス主義趣向のユダヤ人」と同居することに不満を言った後に、ついには彼女はペンションから立ち退くこととなった。

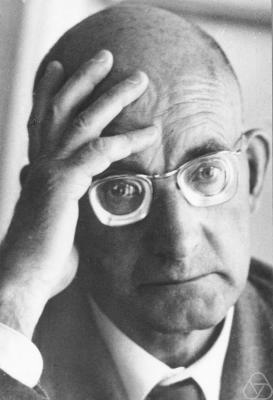
パヴェル・アレクサンドロフ

ネーターはモスクワに帰ることを計画し、アレクサンドロフから支援を受けた。1933年に彼女がドイツを去った後彼は Soviet Education Ministry を通して Moscow State University で彼女が職を得られるよう手伝った。この努力は実らなかったが、彼らは1930年代の間頻繁に文通し、1935年に彼女はソヴィエト連邦に帰る計画を立てた。その間彼女の弟フリッツは、ドイツで職を失った後、ロシアの Siberian Federal District のトムスクの Research Institute for Mathematics and Mechanics で職を得た。

### 表彰
1932年、エミー・ネーターとエミル・アルチン (Emil Artin) は数学への貢献でアッケルマン・トイブナー記念賞を受賞した。賞は 500 ライヒスマルクの金銭的報酬があり、彼女の相当な仕事の長年の懸案だった公式の承認として見られた。それにもかかわらず、彼女の同僚は彼女がゲッチンゲン科学アカデミー (Gesellschaft der Wissenschaften) に選ばれず Ordentlicher Professor (full professor) の職に決して昇進されなかった事実にいらだちを表した。

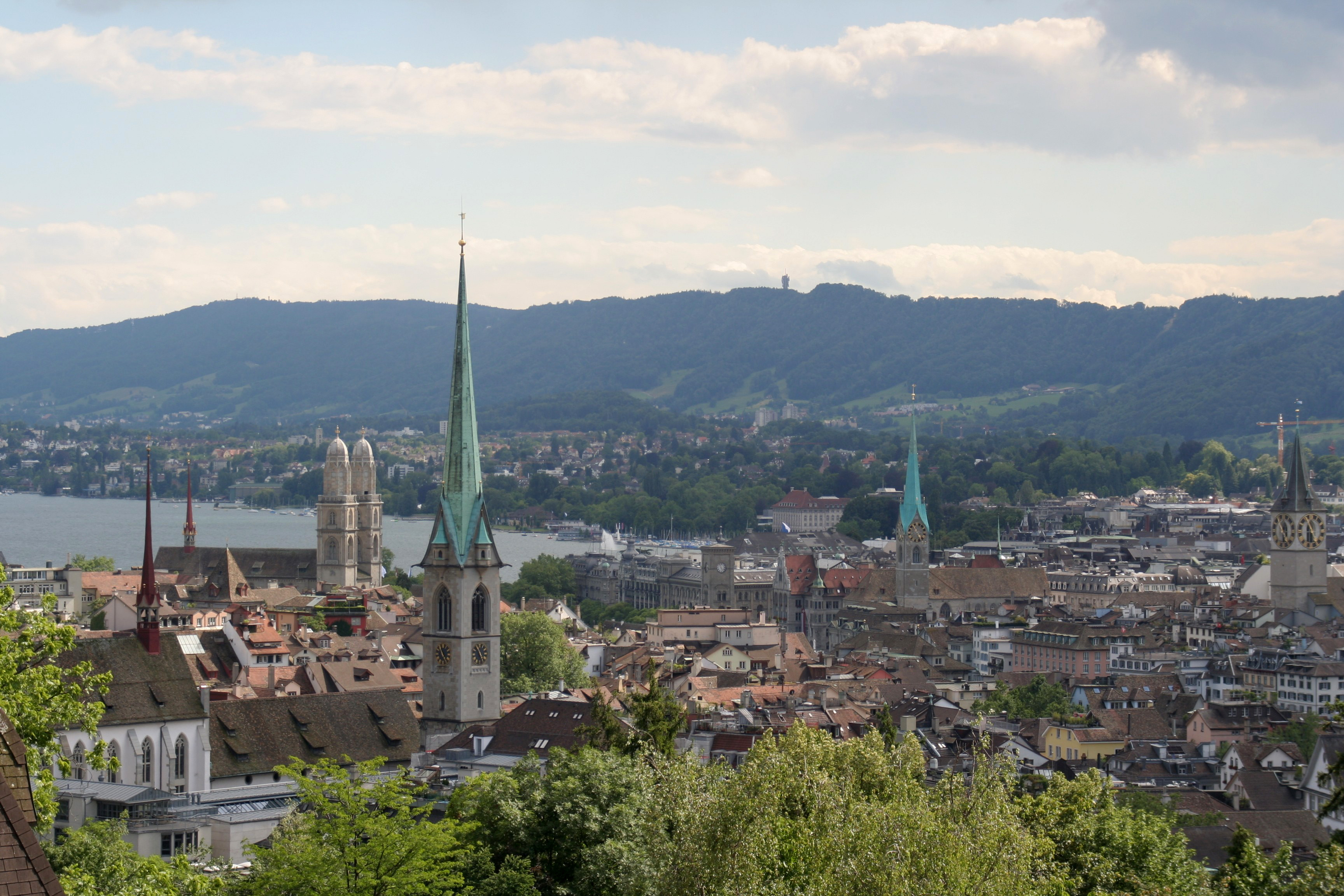
ネーターは1932年にチューリッヒを訪れ、国際数学者会議で plenary address を行った。

ネーターの同僚は1932年の彼女の50回目の誕生日を典型的な数学者の様式で祝った。ヘルムート・ハッセ (Helmut Hasse) は Mathematische Annalen で彼女に論文を捧げ、そこで彼は非可換相互法則を証明することによって非可換環論のある面は可換環論のそれよりも単純であるという彼女の感づきを立証した。これは彼女を非常に喜ばせた。彼はまた彼女に数学的なぞなぞ、"mμν-riddle of syllables", を送り、彼女はそれを直ちに解いたが、そのなぞなぞは失われている。
同じ年の11月、ネーターはチューリッヒでの国際数学者会議で「可換環論と数論への関係で見る超複素数系」についての plenary address (großer Vortrag) を行った。会議には800人が出席し、ネーターの同僚のヘルマン・ワイル (Hermann Weyl)、エトムント・ランダウ (Edmund Landau)、ヴォルフガング・クルル (Wolfgang Krull) もいた。420人の公式の参加者がいて、21の plenary addresses が行われた。明らかにネーターの目立つ演説順は彼女の数学への貢献の重要性の承認だった。1932年の会議は彼女のキャリアの頂点と記述されることもある。

### ゲッチンゲンからの追放
アドルフ・ヒトラー (Adolf Hitler) が1933年1月にドイツの首相 (Reichskanzler) になった時、国の周りのナチの活動は劇的に増加した。ゲッチンゲン大学では the German Student Association はユダヤ人に帰せられる "un-German spirit" への攻撃を導きネーターの以前の学生の私講師 Werner Weber によって援助された。反ユダヤ主義的な考えはユダヤ人教授に過酷な状況をもたらした。一人の若い抗議する人は伝えられるところによれば次のように要求した："Aryan students want Aryan mathematics and not Jewish mathematics."
ヒトラー政権の最初の行動の1つは、ユダヤ人を追い出し、第一次世界大戦で仕えて「ドイツへの忠誠を証明」していない限り（大学教授を含む）政府の被雇用者に彼らの仕事から嫌疑を掛けた the Law for the Restoration of the Professional Civil Service であった。1933年4月ネーターは the Prussian Ministry for Sciences, Art, and Public Education から次のような通知を受け取った："On the basis of paragraph 3 of the Civil Service Code of 7 April 1933, I hereby withdraw from you the right to teach at the University of Göttingen"（1993年4月7日の Civil Service Code の第三段落に基づいて、私はこれによってゲッチンゲン大学で教える権利をあなたから取り上げる）。ネーターの同僚の何人か、例えばマックス・ボルン (Max Born) やリヒャルト・クーラント (Richard Courant) もまた職を取り消された。ネーターは決定を冷静に受け入れ、この困難な時代に他の人の援助をした。ヘルマン・ヴァイル (Hermann Weyl) は後に次のように書いた："Emmy Noether—her courage, her frankness, her unconcern about her own fate, her conciliatory spirit—was in the midst of all the hatred and meanness, despair and sorrow surrounding us, a moral solace."（エミー・ネーター――彼女の勇気、彼女の率直さ、彼女の彼女自身の運命への無関心、彼女の懐柔的精神――は、私たちを取り巻くすべての憎しみと卑しさ、絶望と悲しみの真っただ中で、道徳的慰めであった。）例によってネーターは数学に集中し続け、類体論を議論するために彼女のアパートに学生を集めた。彼女の学生の一人がナチの準軍事組織の突撃隊 (Sturmabteilung, SA) の制服で現れた時、彼女は全く動揺を見せず、伝えられるところによれば、後にそのことについて笑いさえした。

### ブリンマー大学

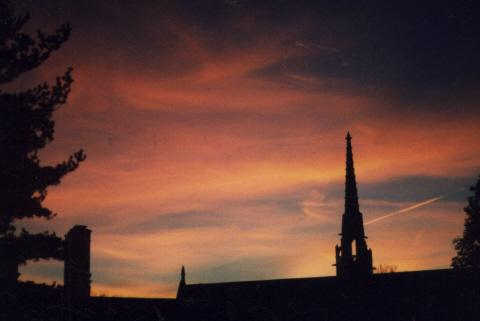
Bryn Mawr College はネーターの人生の最後の2年の間 welcoming home を提供した。

新しく失業した数十人の教授がドイツの外で職を探し始めると、合衆国の彼らの同僚は支援と雇用の機会を彼らに提供しようとした。アルベルト・アインシュタイン (Albert Einstein) とヘルマン・ヴァイル (Hermann Weyl) はプリンストンの高級研究所によって任命され、他の人は法的な移民に必要な保証人を見つけるよう努めた。ネーターは2つの教育機関、アメリカのブリンマー大学とイギリスのオックスフォード大学のサマーヴィル・カレッジの代表者から連絡を受けた。ロックフェラー財団との一連の交渉の後、ブリンマーへの補助金はネーターのために承認され、彼女はそこで職を得、1933年おそくに始まった
ブリンマーでネーターは アンナ・ホイーラー (Anna Wheeler) と出会い友達になった。ホイーラーはネーターがゲッチンゲンに着く直前にそこで研究していた。大学での別の支援源はブリンマーの学長の Marion Edwards Park であった。彼は  "see Dr. Noether in action!" ためにその場所に数学者を情熱的に招いた。ネーターと、学生の小さいチームは、ファン・デル・ヴェルデンの1930年の本 Moderne Algebra I とエリッヒ・ヘッケ (Erich Hecke) の Theorie der algebraischen Zahlen（代数的数の理論）にすぐにとりくんだ。
1934年、ネーターは、エイブラハム・フレクスナー (Abraham Flexner) とオズワルド・ヴェブレン (Oswald Veblen) の招待により、プリンストン高級研究所で講義を始めた。彼女はまたエイブラハム・アルバート (Abraham Adrian Albert) とハリー・ヴァンディヴァー (Harry Vandiver) とともに研究し彼らを指導した。しかしながら、彼女はプリンストン大学について "men's university, where nothing female is admitted" では歓迎されなかったと述べた。
彼女のアメリカでの時間は、協力的な同僚に囲まれ、自分の好きな問題に没頭できたため、快適だった 。1934年の夏、彼女はドイツに短い間帰り、トムスクに発つ前にエミール・アルティン (Emil Artin) や彼女の弟フリッツに会った。彼女の以前の同僚の多くは大学から締め出されていたが、ネーターは「外国人研究員」として図書館を使うことができた。

### 死

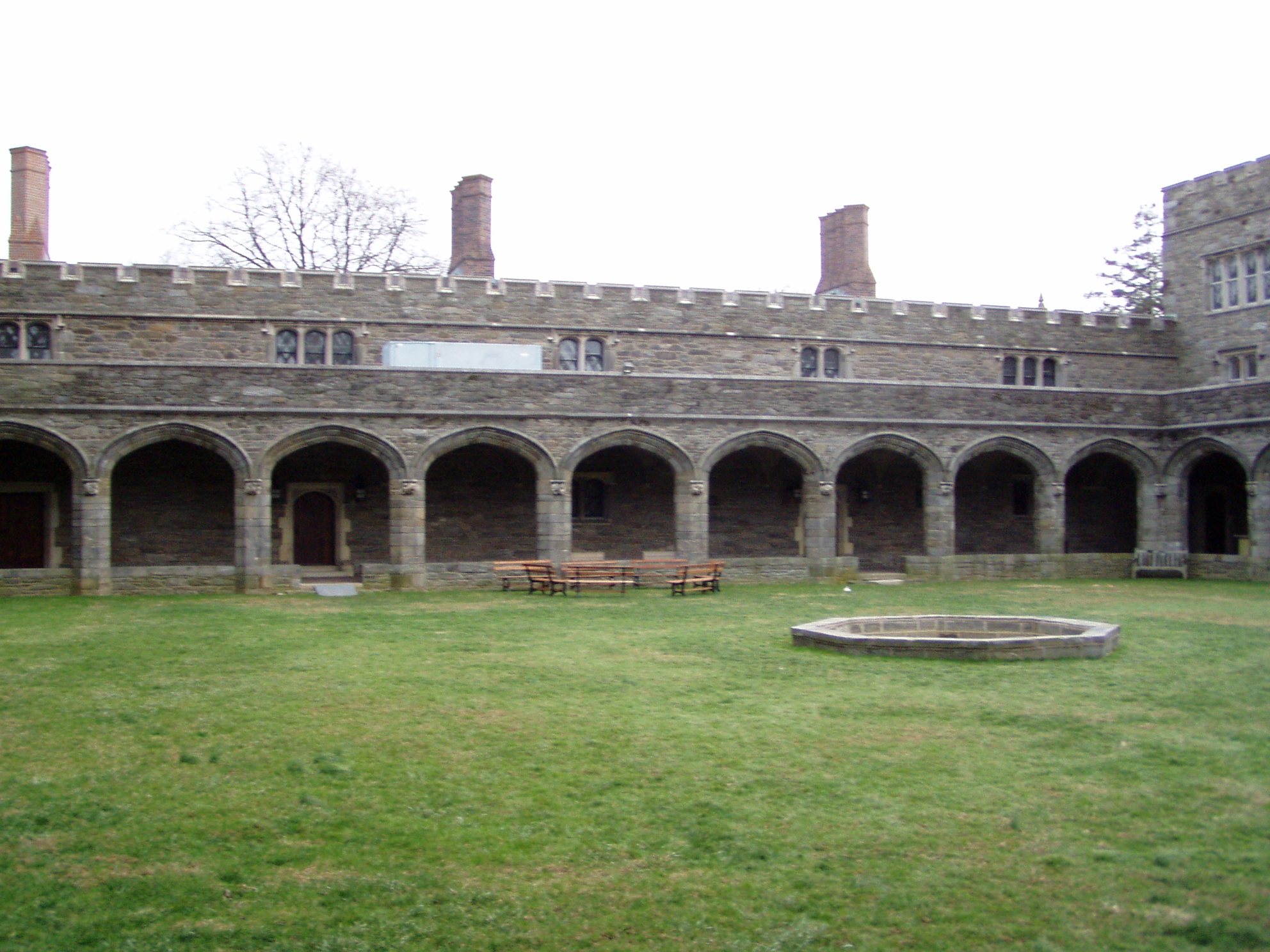
Noether's remains were placed under the walkway surrounding the cloisters of Bryn Mawr's M. Carey Thomas Library.

1935年4月、医者はネーターの骨盤に腫瘍を発見した。医者は手術の合併症を心配し、まず2日間ベッドで静養するよう言った。手術中に医者は「大きなカンタロープほどの大きさの」卵巣嚢腫を発見した。彼女の子宮の2つのより小さい腫瘍は良性であることが分かり手術が長引くのを避けるため除かれなかった。3日間彼女は順調に回復したように見え、4日目の循環虚脱からすぐに回復した。4月14日彼女は意識を失い、体温は 42.8 ℃ まで上がり、そして死んだ。「ネーター博士に何が起こったのか言うことは簡単ではない」と物理学者の一人は書いた。「ある種の異常な毒性の感染があって温熱中枢がある脳の基底部にダメージを与えたということもありうる。」
ネーターの死の数日後、彼女の友人とブリンマーの同僚は College President Park の家で小さな追悼式を行った。ヘルマン・ヴァイルとリチャード・ブラウアーはプリンストンから来て、ホイーラーとタウスキーとともに今はなき同僚について話した。その後数か月、世界中から賛辞の文書が送られ始めた。アルベルト・アインシュタインはヴァン・デル・ヴェルデン、ヴァイル、パヴェル・アレクサンドロフとともに敬意を表した。彼女は火葬され、遺灰は Bryn Mawr の M. Carey Thomas Library の回廊のまわりの歩道の下に埋葬された。

## 数学と物理への貢献
抽象代数学とトポロジーにおけるネーターの仕事は数学に大きな影響を与え、また物理においては、ネーターの定理が理論物理学と力学系を広範囲に渡る結果を持つ。彼女は抽象的思考に非常に長けており、数学の問題に新しく独自の方法で取り組むことができた。彼女の友人であり同僚であるヘルマン・ヴァイル (Hermann Weyl) は彼女の業績を次のように三つの時代に分けて記述した。
エミー・ネーターの科学的業績は次の3つの明確に異なる時代に分かれる。

(1) the period of relative dependence, 1907–1919;

(2) イデアルの一般論の周辺の研究 1920–1926;

(3) 非可換多元環、線型変換によるそれらの表現、可換数体やその数論の研究へのその応用、の研究。—Weyl 1935
第一の時代 (1907–19) には、ネーターは、微分的・代数的不変量を主に研究しており、これは Paul Gordan の下での学位論文に始まっていた。ゴルダンの後継であるエルンスト・シグムント・フィッシャーとの緊密なやりとりを通じて、ダフィット・ヒルベルトの功績に触れていくにつれて、彼女の数学的地平線は広がり、研究はより一般かつ抽象的になっていった。1915年にゲッティンゲンに移ってから、彼女は物理学に影響の大きい仕事、2つのネーターの定理を成し遂げた。
第二の時代 (1920–26) には、ネーターは数学の環の理論の発展に身を捧げた。
第三の時代 (1927–35) には、ネーターは非可換環論、線型変換、可換数体に焦点を当てた。

### 歴史的文脈
1832年から1935年のネーターの死までの時代、数学の分野、特に代数学、は格段に進歩し、その残響は今なお感じられる。その前の時代の数学は、特定の型の方程式、例えば三次、四次、五次方程式、を解くための実際的な手法や、それに関連した、コンパスと定規を用いて正多角形を作図する問題を研究していた。5 のような素数はガウスの整数で分解できるというカール・フリードリッヒ・ガウスの1832年の証明、エヴァリスト・ガロワの1832年の置換群の導入（彼の死のために彼の論文は1846年になってリューヴィルによって出版されたのであるが）、ウィリアム・ローワン・ハミルトンの1843年の四元数の発見、アーサー・ケイリーの1854年の群のより現代的な定義、に始まり、研究はより普遍的な規則によって定義されたより抽象的な対象の性質を決定するようになった。ネーターの数学への最も重要な貢献はこの新しい分野、抽象代数学の発展への貢献であった。

#### 抽象代数学と「概念の数学」
抽象代数学における最も基本的な対象のうちの2つは群と環である。
群は元の集合と1つの演算からなる。演算は第一の元と第二の元から第三の元を与える。演算は群となるためにある条件を満たさねばならない。その条件は、演算が閉じていること（集合の任意の2元に対し、それらから得られる元も集合の元でなければならない）、結合的であること、単位元（任意の元と演算したときにもとのままである（例えば数に 0 を足したり 1 を掛けたりしたときのように）ような元）を持つこと、そして、任意の元に対し逆元があること、である。
環は同様に元の集合と、今度は2つの演算からなる。1つめの演算により集合は群になり、2つ目の演算は結合的かつ1つ目の演算に対し分配的である。2つ目の可換であってもなくてもよい。可換であるとは、第一の元と第二の元に演算を施しても第二の元と第一の元に演算を施しても同じ結果になる、つまり元の順序が問題にならないということである。0 でないすべての元 a が乗法逆元（ax = xa = 1 なる元 x）をもつとき、環は可除環と呼ばれる。（可換）体は可換な可除環として定義される。
群はしばしば群の表現を通して研究される。最も一般的な形では、それは1つの群、1つの集合、そしてその群の集合への作用からなる。作用とは、群の元と集合の元から集合の元を得る演算である。ほとんどの場合、集合はベクトル空間で、群はベクトル空間の対称性を表す。例えば、空間の rigid な回転を表す群がある。これは空間の対称性の一種である、なぜならば空間は回転されたとき空間の中の物体の位置は変わるかもしれないが空間自身は変わらないからである。ネーターは物理学における不変量に関する彼女の研究においてこの種の対称性を用いた。
環を研究する強力な方法の1つはその加群を用いることである。加群は、1つの環と、1つの集合、これは環の台集合とは異なることが多く加群の台集合と呼ばれる、と、加群の台集合の元の対に対する演算と、環の元と加群の元から加群の元を得る演算からなる。加群の台集合とその演算は群をなす。加群は群の表現の環論版である：第二の環の演算と加群の元の対の演算を無視すれば群の表現が決定される。加群の真の有用性は存在する加群の種類と相互作用が環自身からは明白ではない方法で環の構造を明らかにすることにある。これの重要な特別な場合は多元環（代数）である。（代数という単語は数学の主題である代数学とその代数学で研究されるある対象の両方を意味する。）多元環は、2つの環と、各環の1つずつの元から第二の環の元を得る演算からなる。この演算により第二の環は第一の環上の加群となる。しばしば第一の環は体である。
「元」や「結合算法」などの術語は極めて一般なものなのであって、多くの現実世界や抽象的な状況に対して適用可能である。ひとつ（あるいはふたつ）の算法に対する上記の規則全てを満足するモノからなる任意の集合が、定義により、群（あるいは環）であって、群（あるいは環）に関する全ての定理を満足する。整数の全体、そして加法と乗法というふたつの算法は単に一つの例でしかない。例えば、元として計算機データ型の語を考え、第一の算法として排他的論理和、第二の算法として論理積をとることもできる。抽象代数学における定理は、一般に示され、多くの系を支配するものであるがゆえに、強力である。極めて少ない性質によって定義された対象について分かることは少ないのではないかと想像するかもしれないが、正確にはそこにはネーターのギフト「性質からなる集合が与えられたところから最大限のものを発見すること、あるいは逆に、特定の観測状況に対してそれを合理化する本質的な性質からなる最小限の集合を発見すること」が根底に存在していた。大半の数学者がそうであったのと異なり、ネーターは既知の例を一般化することによる抽象化を行うのでなく、それよりは、抽象化そのものに対して直接に取り組んだ。ファン・デル・ヴェルデンは自身の記したネーターの死亡記事において以下のように振り返る:
これがネータに特徴的であったところの begriffliche Mathematik（「純粋概念の数学」）である。この数学様式は、結果的にほかの（特に抽象代数学という新たな分野の）数学者たちにも受け入れられて行った。

##### 環の例としての整数
整数の全体は可換環をなす。元は整数で、演算は通常の加法と乗法である。任意の2つの整数を足したり掛けたりでき、その結果は整数である。第一の演算、加法は、可換である、すなわち、環の任意の元 a, b に対し、a + b = b + a である。第二の演算、乗法も、可換である。しかしこれは他の環では正しい必要はない、つまり、a に b を掛けたものは b に a を掛けたものと異なるかもしれない。非可換環の例には行列や四元数がある。整数は可除環をなさない、なぜならば第二の演算は必ずしも逆にできないからであり、例えば、3 × a = 1 なる整数 a は存在しない。
整数の全体はすべての可換環では成り立たない性質を持っている。重要な例は算術の基本定理で、任意の正整数は素数の積に一意的に分解できる。一意的な分解は他の環では必ずしも存在しないが、ネーターは多くの環のイデアルに対して、今ではラスカー・ネーターの定理と呼ばれる一意分解の定理を発見した。ネーターの仕事の多くは、どの性質がすべての環に対しても成り立つかを決定し、古い整数の定理の新種の類似を考案し、環がある性質を持つために必要な最小の仮定を決定することにあった。

### 第一の時代 (1908–19)

#### 代数的不変式論

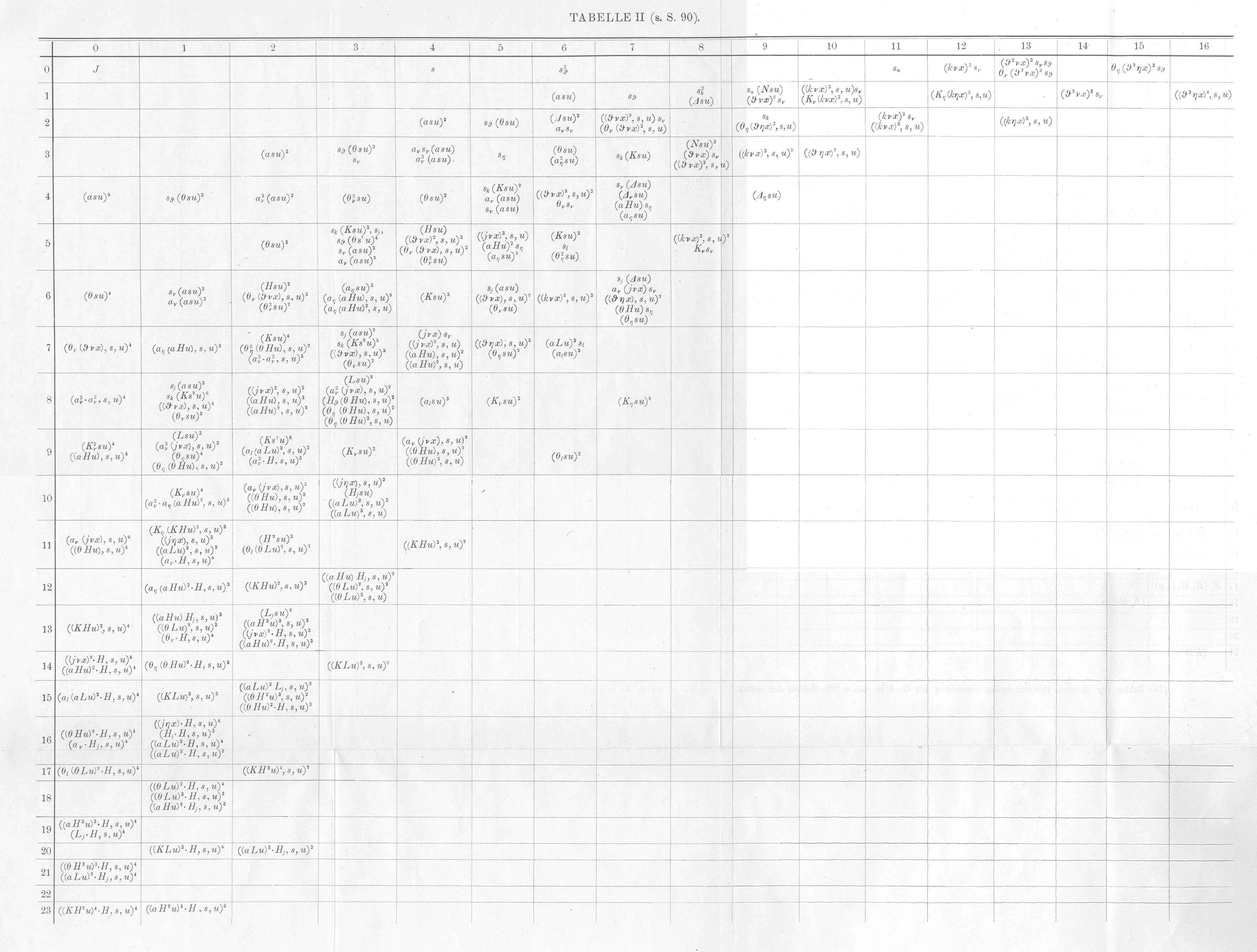
不変式論に関するネーターの学位論文の Table 2. この表は三項四次形式の331個の不変式のうち202個を集めている。これらの形式は2つの変数 x と u で次数付けられている。表の水平方向は x について次数が増加するように不変式を並べていて、垂直方向には u について次数が増加するように並べている。

ネーターの経歴の第一の時代における研究の多くは不変式論、主に代数的不変式論、と関係している。不変式論は変換の群の下で変わらないままの（不変な）式に関心がある。日常的な例としては、固いものさしを回転すると、その端点の座標 (x1, y1, z1) と (x2, y2, z2) は変わるが、公式 L2 = Δx2 + Δy2 + Δz2 によって与えられるその長さ L は同じままである。不変式論は19世紀後半の研究の活発な領域であり、1つにはフェリックス・クライン (Felix Klein) のエルランゲン・プログラムによって駆り立てられた。それによると、異なるタイプの幾何学は変換の下での不変量、例えば射影幾何学の複比、によって特徴づけられるべきである。不変量のarchetypalな例は二変数に次形式 Ax2 + Bxy + Cy2 の判別式 B2 − 4AC である。これが不変量と呼ばれるのは、線型な置き換え x→ax + by, y→cx + dy で行列式 ad − bc が 1 であるものによって変わらないからである。このような変換の全体は特殊線型群 SL2 をなす。（すべての可逆な線型変換からなる一般線型群のもとで不変な量は（0 を除いて）存在しない、なぜならばこれらの変換はスケール因子を掛けることを含むからである。救済策として、古典的な不変式論はスケール因子の違いを除いて不変な形式である相対不変量も考えた。）SL2 の作用によって変わらない A, B, C のすべての多項式を求めることができる。これらは二変数二次形式の不変量と呼ばれ、判別式の多項式であることが分かる。より一般に、高次の斉次多項式 A0xry0 + ... + Arx0yr の不変量を求めることができる。それは A0, ..., Ar を係数とするある多項式である。さらに一般に、2つよりも多い変数の斉次多項式に対して同様の問いをたてることができる。
不変式論の主な目標の1つは "finite basis problem" を解くことだった。任意の2つの不変量の和や積は不変量であり、finite basis problem はすべての不変量は生成元と呼ばれる有限個の不変量のリストから始めて得ることができるかどうかを問うた。例えば、判別式は二元二次形式の不変量の（1つの元からなる） finite basis を与える。ネーターの指導教官パウル・ゴルダン (Paul Gordan) は「不変式論の王」("king of invariant theory") として知られていて、彼の数学への主要な貢献は1870年に2変数の斉次多項式の不変式に対して finite basis problem を解いたことだった。彼はこれをすべての不変式とそれらの生成元を見つける構成的な方法を与えることによって証明したが、3変数あるいはそれより多い変数のときにこの構成的なアプローチを遂行することは出来なかった。1890年、ダフィット・ヒルベルト (David Hilbert) は任意個の変数の斉次多項式の不変式に対する同様の主張を証明した。さらに、彼の手法は、特殊線型群だけでなく、特殊直交群のような部分群のいくつかに対しても有効なものであった。彼の最初の証明はいくらか論争を引き起こした、なぜならば生成元を構成する手法を与えていなかったからである、しかしながら後の研究によって彼は彼の手法を構成的にした。ネーターは学位論文でゴルダンの計算的証明を3変数の斉次多項式に拡張した。ネーターの構成的なアプローチにより不変式の間の関係を研究することができるようになった。後に、彼女がより抽象的な手法に転換した後、ネーターは彼女の論文を Mist (がらくた) and Formelngestrüpp (方程式のジャングル) と呼んだ。

#### ガロワ理論
ガロワ理論は方程式の根を置換する数体の変換と関係する。変数 x の n 次の多項式方程式を考えよう。係数はある基礎体からとられる。例えば、実数体とか、有理数体、7 を法とした整数、など。この多項式の値が 0 になるような x はあるかもしれないしないかもしれない。もし存在すれば、それは根と呼ばれる。多項式が x2 + 1 で体が実数体ならば、多項式は根を持たない、なぜならば x をどのようにとっても多項式の値は 1 以上になるからである。しかしながら、体が拡大されると、多項式は根を持ち得、十分に拡大されれば、必ず次数に等しい個数の根を持つ。前の例を続ければ、体が複素数体に拡大されれば、多項式は 2 つの根 i と −i を得る。ここに i は虚数単位、すなわち、i 2 = −1 を満たす数である。より一般に、多項式が根に分解するような拡大体を多項式の分解体と呼ぶ。
多項式のガロワ群は分解体の変換であって基礎体と多項式の根を保つようなものすべてからなる集合である。（数学用語ではこれらの変換は自己同型と呼ばれる。）x2 + 1 のガロワ群は2つの元からなる。すべての複素数を自分自身に送る恒等変換と、i を −i に送る複素共役写像である。ガロワ群は基礎体を変えないから、多項式の係数は変わらないままであり、したがってすべての根の集合も変わらないままである。しかしながら各根が別の根に動くことは出来、したがって変換は n 個の根のその中での入れ替わりを決定する。ガロワ理論の重要性はガロワ理論の基本定理から生ずる。これは基礎体と分解体の間にある体たちはガロワ群の部分群たちと一対一に対応しているというものである。
1918年、ネーターは逆ガロワ問題に関する影響力の大きい論文を出版した。与えられた体とその拡大の変換のガロワ群を決定する代わりに、ネーターは、体と群が与えられたとき、その体の拡大であって与えられた群をガロワ群として持つものを見つけることが常に可能かどうかを問うた。彼女はこれを「ネーターの問題」に帰着した。これは体 k(x1, ... , xn) に作用する置換群 Sn の部分群 G の固定体が常に体 k の純超越拡大になるかを問うものである。（彼女は1913年の論文で最初にこの問題を述べた。彼女はその問題を同僚のフィッシャーによるものとしている。）彼女はこれが n = 2, 3, 4 に対し正しいことを示した。1969年、R. G. Swan は n = 47 と G が位数 47 の巡回群のときにネーターの問題の反例を見つけた（この群は他の方法で有理数体上のガロワ群として実現できるのであるが）。逆ガロワ問題は今なお解かれていない。

#### 物理学
ネーターはダフィット・ヒルベルトとフェリックス・クラインによりゲッチンゲンに招聘された。主にアルベルト・アインシュタインが発展させた重力の幾何学的理論である一般相対論を理解する助けとなるために彼らは彼女の不変式論の知識を欲していた。ヒルベルトは一般相対論ではエネルギー保存則は成り立たないようだと観察していた、なぜならば重力エネルギーはそれ自身重力に引かれるからである。ネーターはこのパラドックスの解決法と現代理論物理学の基本的な道具を1915年に証明したが1918年まで出版しなかったネーターの第一定理とともに提案した。彼女は一般相対論の問題を解いただけでなく連続対称性を有する物理法則のすべての系に対する保存量の決定もした。
彼女の仕事を受けてアインシュタインはヒルベルトに書いた："Yesterday I received from Miss Noether a very interesting paper on invariants. I'm impressed that such things can be understood in such a general way. The old guard at Göttingen should take some lessons from Miss Noether! She seems to know her stuff."（訳：昨日私はネーター氏から不変量に関する非常に興味深い論文を受け取りました。私はそのようなことがそのように一般的な方法で理解できるということに感銘を受けています。ゲッチンゲンの保守派はネーター氏の講義を受けるべきです！ 彼女は自分の素質を分かっているようです。）
説明のため、ある物理系が、空間にどのように入っているかによらずに同じように振る舞うならば、それを統制する物理法則は回転対称性を持つ。この対称性から、ネーターの定理は形の角運動量が保存されなければならないことを示している。物理系自身は対称である必要はない。宇宙を漂っているぎざぎざの小惑星はその非対称性にもかかわらず角運動量を保存する。むしろ、系を統制する物理法則の対称性は保存則の原因である。別の例として、ある物理実験がどんな場所でもどんな時間でも同じ結果になるならば、その法則は空間と時間の連続変換の下で対称性を持つ。ネーターの定理により、これらの対称性はこの系においてそれぞれ線型運動量とエネルギーの保存則を説明する。
ネーターの定理は現代理論物理学の基本的な道具となっている。それはそれが保存則に与える洞察のためでもあるし、また実際的な計算の道具としてでもある彼女の定理によって研究者は物理系の観察された対称性から保存量を決定することができる。逆に、それは仮説的物理法則のクラスに基づいた物理系の記述を容易にする。説明のため、新しい物理現象が発見されたとしよう。ネーターの定理は現象の理論的モデルの判定法を提供する。理論が連続的対称性を持つならば、ネーターの定理は保存量を持つことを保証する。そして理論が正しいためには、この保存が実験で観測できなければならない。

### 第二の時代 (1920–26)
ネーターの第一の時代の結果は印象的かつ有用ではあるものの、彼女の数学者としての名声は、ヘルマン・ヴァイルとファン・デル・ヴェルデンによって彼女の obituary において書かれているように、彼女の第二・第三時代に彼女がしたパイオニア的仕事により基づいている。
これらの時代において、彼女は単にそれ以前の数学者のアイデアや手法を適用しただけではない。むしろ、彼女は将来の数学者によって使われる新しい数学の定義を作っていた。特に、彼女は先のリヒャルト・デデキント (Ricahrd Dedekind) の仕事を一般化して、環のイデアルの全く新しい理論を展開した。彼女はまた昇鎖条件を展開したことでも名高い。これは単純な有限性の条件で、彼女の手により強力な結果が得られた。そのような条件とイデアルの理論によってネーターは多くの以前の結果を一般化し、彼女の父によって研究されていた除去理論や代数多様体のような、古い問題を新しい観点から扱うことができた。

#### 昇鎖条件と降鎖条件
この時代、ネーターは昇鎖条件 (Teilerkettensatz) や降鎖条件 (Vielfachenkettensatz) を巧みに用いたことで有名になった。集合 S の空でない部分集合の列 A1, A2, A3, ... は、各部分集合が次の部分集合の部分集合になっている
{\displaystyle A_{1}\subset A_{2}\subset A_{3}\subset \cdots }
ときに通常 ascending と言われる。
逆に、S の部分集合の列が descending とは、各部分集合が次の部分集合を含む
{\displaystyle A_{1}\supset A_{2}\supset A_{3}\supset \cdots }
ことをいう。
鎖はある n が存在してすべての m ≥ n に対して An = Am となるようなとき有限個のステップの後停留的になるという。与えられた集合の部分集合の集まりが昇鎖条件を満たすとは、任意の昇鎖列が有限個のステップの後停留的になることをいう。降鎖条件を満たすとは任意の降鎖列が有限個のステップの後停留的になることをいう。
昇鎖条件や降鎖条件は、多くの種類の数学的対象に適用できるという意味で、一般的であり、一見すると、それほど強力には思われないかもしれない。しかしながら、ネーターはそのような条件を最大限に生かす方法を示した。例えば、それらを使って部分対象のすべての集合は極大/極小元を持つこととか複雑な対象が少ない個数の元によって生成できることとかを示す方法である。これらの結論はしばしば証明の重要なステップである。
抽象代数学の対象の多くの種類は鎖条件を満たすことができ、通常それらが昇鎖条件を満たすときそれらは彼女に敬意を表してネーター（的）と呼ばれる。定義により、ネーター環はその左と右イデアルに対し昇鎖条件を満たし、ネーター群は部分群の任意の真の昇鎖が有限である群である。ネーター加群は部分加群の任意の真の昇鎖が有限個のステップでとまる加群である。ネーター空間は開部分空間の任意の真の昇鎖が有限個のステップの後にとまる位相空間であり、この定義によりネーター環のスペクトルはネーター位相空間となる。
鎖条件はしばしば部分対象にも「引き継がれる」。例えば、ネーター空間のすべての部分空間はそれ自身ネーターであり、ネーター群のすべての部分群や商群もネーターであり、必要な変更を加えて同じことがネーター加群の部分加群と商加群に対して成り立つ。ネーター環のすべての商環はネーターであるが、部分環は必ずしもそうでない。鎖条件はまたネーター的対象の組み合わせや拡大に対しても引き継がれることがある。例えば、ネーター環の有限直和はネーターであり、ネーター環上の形式冪級数環もネーターである。
そのような鎖条件の別の応用は、数学的帰納法の一般化であるネーター帰納法（整礎帰納法とも呼ばれる）にある。それはしばしば対象の集まりについての一般的なステートメントをその集まりの特定の対象についてのステートメントに帰着するために使われる。S を半順序集合としよう。S の対象についての主張を証明する1つの方法は反例の存在を仮定し矛盾を導くことによってもとの主張の対偶を証明することである。ネーター帰納法の基本的な前提は S の任意の空でない部分集合は極小元を持つことである。特に、すべての反例の集合は極小元、極小の反例を含む。したがって、もとの主張を証明するためには、表面上はるかに弱い何か：任意の反例に対してより小さい反例が存在することを証明すれば十分である。

#### 可換環、イデアル、加群
ネーターの論文 Idealtheorie in Ringbereichen (Theory of Ideals in Ring Domains, 1921), は一般の可換環論の基礎であり、可換環の最初の一般的な定義の1つを与えている。彼女の論文以前は、可換代数のほとんどの結果は体上の多項式環や代数的整数の環のような可換環の特別な例に制限されていた。ネーターはイデアルの昇鎖条件を満たす環ではすべてのイデアルが有限生成であることを証明した。1943年、フランス人数学者クロード・シュヴァレー (Claude Chevalley) はこの性質を記述するためにネーター環という用語を提唱した。ネーターの1921年の主要な結果はラスカー・ネーターの定理である。これは多項式環のイデアルの準素分解に関するラスカーの定理をすべてのネーター環に拡張するものである。ラスカー・ネーターの定理は任意の正整数は素数の積として表すことができその分解は一意的であるという算術の基本定理の一般化と見ることができる。
ネーターの仕事 Abstrakter Aufbau der Idealtheorie in algebraischen Zahl- und Funktionenkörpern (代数的数におけるイデアル論の抽象的構造と関数体, 1927)は任意のイデアルが素イデアルへの一意的な分解を持つような環をデデキント整域、すなわちネーターかつ 0 または 1 次元かつ商体において整閉であるような整域として特徴づけた。この論文はまた今では同型定理と呼ばれるもの、これはある基本的な自然同型を記述するものである、やネーター加群やアルティン加群に関するいくつかの他の基本的な結果も含んでいる。

#### 除去理論
1923年から24年、ネーターは彼女のイデアル論を除去理論に適用し（彼女が彼女の学生 Kurt Hentzelt に帰した定式化において）、多項式の因数分解についての基本定理を直接持ち越すことができることを示した。伝統的に、除去理論は多項式方程式の系から1つあるいはそれ以上の変数を、通常は終結式の手法によって、除去することに関心がある。説明のため、方程式系はしばしば（変数 x を忘れた）行列 M 掛ける（x の異なる冪のみを持つ）ベクトル v イコール零ベクトル、M•v = 0, の形に書ける。したがって、行列 M の行列式は 0 でなければならず、変数 x が除去される新しい方程式を得る。

#### 有限群の不変式論
finite basis problem のヒルベルトのもともとの非構成的解法のようなテクニックは群作用の不変量についての量的な情報を得るために使うことは出来ず、さらに、それらはすべての群作用には適用しなかった。ネーターは1915年の論文において、標数 0 の体上の有限次元ベクトル空間に作用する有限変換群 G に対して finite basis problem の解法を見つけた。彼女の解法は不変式環は斉次不変式であってその次数が有限群の位数以下であるようなもの（の一部）によって生成されることを示している。これは Noether's bound（ネーターの上界）と呼ばれる。彼女の論文は Noether's bound の2つの証明を与え、どちらの証明も体の標数が |G|!, 群 G の位数 |G| の階乗、と互いに素なときにも有効である。生成元の次数は体の標数が |G| を割り切るときには Noether's bound を満たす必要はないが、ネーターはこの bound が体の標数が |G| ではなく |G|! を割り切るときに正しいかどうかを決定することはできなかった。長年の間この特定の場合に対するこの bound の真偽を決定することは "Noether's gap" と呼ばれる未解決問題であった。最終的に2000年に Fleischmann と 2001 年に Fogarty によって独立に解かれた。両者とも bound は正しいままであることを示した。
ネーターは1926年の論文においてヒルベルトの定理を任意の体上の有限群の表現に拡張した。ヒルベルトの仕事から従わない新しい場合は体の標数が群の位数を割り切るときである。ネーターの結果は後に William Haboush によってマンフォード予想の彼の証明によってすべての簡約群へと拡張された。この論文においてネーターはネーターの正規化定理の導入もした。これは体 k 上の有限生成整域 A は代数的に独立な元の集合 x1, ... , xn であって A が k[x1, ... , xn] 上整であるものをもつというものである。

#### トポロジーへの貢献

コーヒーカップのドーナツ（トーラス）への連続変形（ホモトピー）と逆

パヴェル・アレクサンドロフとヘルマン・ヴァイルが死亡記事に書いたように、ネーターの位相幾何学への貢献は彼女のアイデアの惜しみなさと彼女の洞察がいかに数学の全分野を変えたかを例証する。位相幾何学では数学者は変形のもとでも不変なままな対象の性質、例えば連結性、を研究する。よくあるジョークは、位相幾何学者はドーナツとコーヒーカップを区別できないというものである。互いに連続的に変形できるからである。
ネーターは初期の組合せ位相幾何学からの代数的位相幾何学の発展を導く基本的アイデア、特にホモロジー群の概念の草分けであるとされる。アレクサンドロフの記すところによれば、1926年と1927年の夏にネーターはハインツ・ホップとアレクサンドロフの開いた講義に出席し、そこで "she continually made observations which were often deep and subtle"（「彼女は続けざまにしばしば深くまた絶妙であった観察を成した」）という。またアレクサンドロフはこう続ける:
位相幾何学を代数的に研究するというネーターの示唆は、ホップやアレクサンドロフらによって直ちに受け入れられ、ゲッチンゲンの数学者たちの間の議題として頻繁に挙がるようになっていった。ネーターは、自身の考えたベッチ群の概念が、オイラー–ポワンカレの公式の理解をより容易にすることを見、ホップはこの主題についての自身の仕事を "bears the imprint of these remarks of Emmy Noether"（「エミー・ネーターのこれらの注意の刷り込みに負う」）としている。ネーターが自身の位相幾何学のアイデアについて言及したのは、1926年の出版物の中で余談として、群論の応用の一つとしてそれを引用したのみである。
位相幾何学に対するこの代数的アプローチはオーストリアにおいても独立に発展した。1926–27年にウィーンで開かれた講座において、レオポルト・ヴィートリスはホモロジー群を定義し、それをヴァルター・マイヤーが発展させて、1928年には公理的定義に到達した。

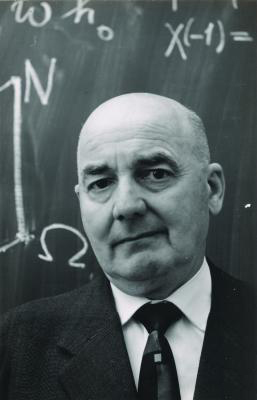
ヘルムート・ハッセはネーターや他の数学者と研究して中心単純環の理論を基礎づけた。

### 第三の時代 (1927–35)

#### 超複素数と表現論
超複素数と群の表現の多くの研究は19世紀と20世紀初頭になされたが、共通点は無かった。ネーターはこれらの結果を統合し、群と多元環の初めての一般的な表現論を与えた。手短に言えば、ネーターは結合多元環の構造論と群の表現論を包摂して、昇鎖条件を満たす環の加群とイデアルの1つの数学的理論にした。ネーターのこの1つの仕事は現代代数学の発展に基本的で重要なものであった。

#### 非可換多元環
ネーターはまた代数学の分野の他のいくつかの進展にも貢献している。エミール・アルティン (Emil Artin)、リチャード・ブラウアー (Richard Brauer)、ヘルムート・ハッセ (Helmut Hasse) とともに、ネーターは中心的単純多元環の理論を構築した。
ネーター、ヘルムート・ハッセ、リチャード・ブラウアーによる影響力の大きい論文に、除法が可能な代数系である可除多元環を扱ったものがある。彼らは次の2つの重要な定理を証明した。局所大域定理――数体上の有限次元中心可除代数がいたるところ局所的に分解するならば大域的にも分解する（したがって自明である）――を証明し、これから次の Hauptsatz（「主定理」）を演繹した：代数体 F 上の任意の有限次元中心可除代数は巡回円分拡大上分解する。これらの定理によって与えられた数体上のすべての有限次元中心可除代数を分類することができる。それに続くネーターの論文は、より一般的な定理の特別な場合として、可除代数 D のすべての極大部分体は分解体であることを示した。この論文はスコレム・ネーターの定理も含んでいる。この定理は、体 k の拡大の k 上の有限次元中心単純代数への任意の2つの埋め込みは共役であるというものである。ブラウアー・ネーターの定理は体上の中心可除代数の分解体の特徴づけを与える。

## 評価
ネーターの功績は現在の理論物理学や数学の発展とも関係しており、依然として20世紀最大の数学者の一人に位置づけられている。
ネーターの死亡記事で、仲間の代数学者ファン・デル・ヴェルデンは、ネーターの数学的独創性は「比較にならないほど絶対的(absolute beyond comparison)」だったと述べた。また同記事で、ヘルマン・ワイルは、ネーターは「彼女は(抽象)代数学の顔を変えた(changed the face of (abstract) algebra by her work)」と言った。パヴェル・アレクサンドロフ、ヘルマン・ヴァイル、ジャン・ディュドネといった数学者によって、ネーターは有史以来最も偉大な女性数学者だとみなされている。
ニューヨーク・タイムズに記載された弔文で、アルベルト・アインシュタインは次のように書いた。
In the judgment of the most competent living mathematicians, Fräulein Noether was the most significant creative mathematical genius thus far produced since the higher education of women began. In the realm of algebra, in which the most gifted mathematicians have been busy for centuries, she discovered methods which have proved of enormous importance in the development of the present-day younger generation of mathematicians.

存命中の最も著名な数学者たちの判断によれば、フロイライン・ネーターは、女性への高度な教育が始まって以来、最も偉大で、創造力に富んだ数学の天才だ。数世紀の間数学の天才たちが苦しめられた代数学という分野において、彼女は現在の若い世代の数学者の発展のために非常に重要であると証明された方法を発見したのである。
1935年1月2日、ネーターの死の数か月前、数学者ノーバート・ウィーナーは次のように書いた。
Miss Noether is... the greatest woman mathematician who has ever lived; and the greatest woman scientist of any sort now living, and a scholar at least on the plane of Madame Curie.

ネーター氏は……今までにない最も偉大な女性の数学者だ。今存命中の女性科学者の内でも最も偉大であり、少なくともキュリー夫人の水準の学者であろう。
1964年にニューヨークで開催された万国博覧会の現代の数学者に関する展示で、ネーターは唯一の女性として世界の著名な数学者の中の一人に紹介された。
また数学を学ぶ女子のための協会は、数学を学び活躍する女性に栄誉を授けるために、ネーター・レクチャーを毎年開催している。この2005年のパンフレットでは、ネーターのことを「彼女の時代の偉大な数学者の一人であり、愛し信念を持ったもののために働き取り組んだ人。彼女の人生と功績は、とてつもない刺激のまま残っている」と述べた。

## エミー・ネーターにちなむもの

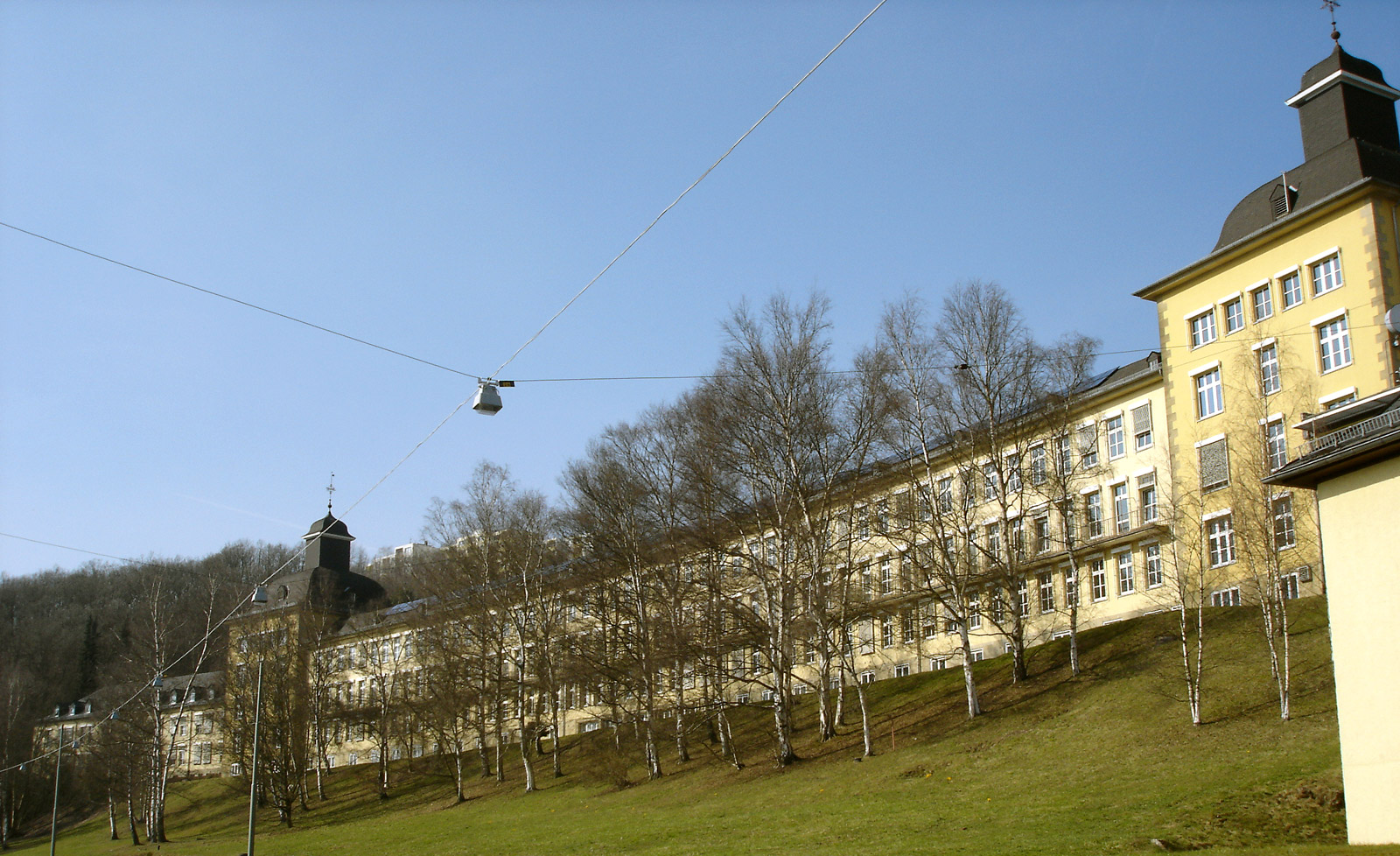
ジーゲン大学 のエミー・ネーター・キャンパスには数学科と物理学科が置かれている。

- ネーターの生徒への一貫した献身にちなみ、ジーゲン大学（英語版）は、数学科と物理学科をエミー・ネーター・キャンパスと名付けられた建物においている[149]。

- ドイツ研究振興協会は、若手の研究者が独立した研究グループを開き、科学・研究をリードするための資金を提供するエミー・ネーター・プログラムを運営している[150]。

- 彼女の生まれ故郷エルランゲンのある通りは、エミー・ネーターと彼女の父マックス・ネーターに因んで名づけられている[要出典]。

- ネーターがエルランゲンで通っていた中等学校は、改築に伴ってエミー・ネーター校と改名された[143]。

- 2001年以来、ネーターの功績を称え、毎年5月にゲッチンゲン大学の女性数学者の私講師によって高校ワークショップと大会が開催されている[151]。

- ペリメーター理論物理学研究所は、毎年傑出した女性理論物理学者にエミー・ネーター・ヴィジッティング・フェローシップを授けている[152]。

- ペリメーター研究所は、国際的なコミュニティからなるボランティア団体たるエミー・ネーター議会の本拠地でもある[153]。エミー・ネーター議会は企業や慈善団体の代表者からなる団体で、ペリメーター研究所で物理学や数理物理学を選考する女性の数を増やすために活動している。

- 1992年にバル＝イラン大学とドイツ政府とミネルヴァ基金（英語版）は、代数幾何、群論、複素関数論等分野の研究を活発化させ、またドイツとイスラエルの協力を強めることを目的として、バル＝イラン大学数理・コンピューター科学科にエミー・ネーター数学研究所を設立した。エミー・ネーター数学研究所は、ヨーロッパ数学研究センター(European Research Centers of Mathematics)のメンバーでもある[154]。

- ランサム・スティーブンズ（英語版）による作品"The God Patent"に登場する物理学博士エミー・ナッター(Emmy Nutter)は、エミー・ネーターに由来する[155]。

- 月の裏側にあるクレーター、ネーター（英語版）は彼女に因んで名づけられている。

- 7001 ネーター小惑星は、エミー・ネーターからその名を取っている[156][157]。

- 2015年3月23日にグーグルは、エミー・ネーターの133回目の誕生日を祝うために複数の国でグーグルのホームページに記念ドゥードゥルをおいた[158]。

### エミー・ネーターの名が付く用語
- ネーター的
- ネーター群（英語版）
- ネーター環
- ネーター加群
- ネーター空間
- ネーター帰納法
- ネータースキーム
- ネーターの正規化定理
- ネーターの問題
- ネーターの定理
- ネーターの第二定理（英語版）
- ラスカー・ネーターの定理
- スコレム・ネーターの定理（英語版）
- アルバート・ブラウアー・ハッセ・ネーターの定理（英語版）

## 博士学生一覧
以下はネーターが指導した学生の一覧である。
| 非線型微分方程式の解の分岐§ |

| 任意の有理領域における影響を持つ三次と四次の方程式の完全な集合§ |

| Late Kurt Hentzelt の定理を用いた多項式のイデアルの理論における有限個のステップの問題§ |

| 様々な環のイデアルの間の関係§ |

| 群を一般化した概念に関して§ |

| 準素環の理論に関して§ |

| 二次形式による任意の自然数の表現可能性のイデアル論的解釈§ |

| 完全可約環と部分環に関して§ |

| 代数関数の算術的理論に関して§ |

| アーベル群の自己同型環と非可換群におけるその類似の理論に関して§ |

| 超複素数におけるリーマン・ロホシャーの定理とゼータ関数§ |

| 関数体上の多元環§ |

| 超複素数系の算術と代数体の間のある関係に関して§ |

| 分離拡大体における正規基底の構成§ |

| 単純系の非ガロワ分解体§ |

| 非可換多元環における p 進理論の応用§ |